# Grabova e Sipërme
Grabova e Sipërme falu Albánia délkeleti részén, Gramsh városától légvonalban 21 kilométerre délkeleti irányban, a Valamara-hegység délkeleti részén. Elbasan megyén és Gramsh községen belül Lenija alközség része.
Grabova e Sipërme a Valamara-hegység legmagasabb csúcsa, a 2372 méteres Valamara-hegy (Maja e Valamarës) keleti lábánál, a Grabova és a Sharra völgymedencéjében fekszik, kb. 1200 méteres tengerszint feletti magasságban. Az alközség központjából, Shënepremtjából gépkocsival nem közelíthető meg, a két falu közötti gyalogút mintegy másfél órát vesz igénybe. A két falu között húzódik a Grabova szűk völgye, a Kopaç-szurdok (Kanioni i Kopaçit) is, amely kedvelt és látványos túraútvonal.
Grabova e Sipërme – korábbi nevén Grabova –, az albániai arománok egyik fontos települése volt. Az aromán falu 17–18. századi virágzásának tanúja a műemléki védelmet élvező Szent Miklós-templom (Kisha e Shën Kollit), valamint több kőhíd.